# District de Bemetara
Le district de Bemetara est un district de l'état du Chhattisgarh, en Inde. Il a été créé en 2012.